# Nasīmī

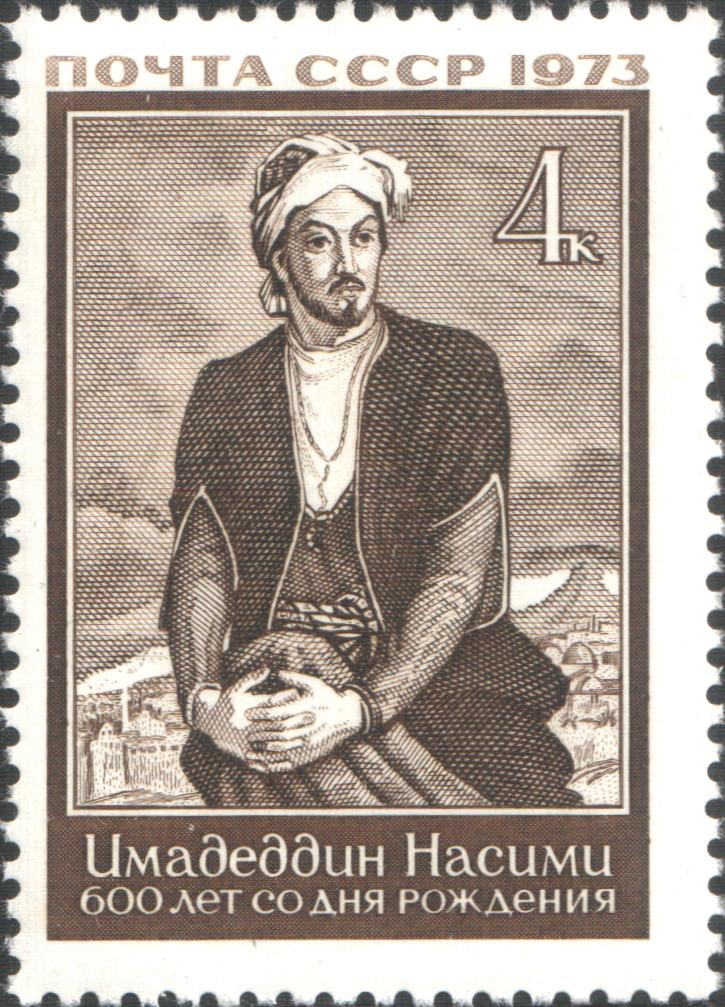
Briefmarke der Sowjetunion, die ʿImād ad-Dīn Nasīmī gewidmet ist, 1973 (Michel 4161, Scott 4118)

Sayyid ʿImād ad-Dīn Nasīmī (persisch سید عماد الدین نسیمی; * um 1369; † 1417/18 in Aleppo, gehäutet) war nach derzeitigem Kenntnisstand der früheste aserbaidschanische Dichter und Philosoph. Da die aserbaidschanische Literatur zur Zeit Nasīmīs noch Teil der altosmanischen war, ordnet Babinger (1934) Nasīmī dem Osmanischen zu, Doerfer (1988) jedoch auf Grund der nichtanatolischen Herkunft des Dichters dem Aserbaidschanischen.

## Leben
Über Nasīmīs Leben ist wenig bekannt, sein Geburtsort ist unklar (vielleicht nahe Bagdad oder in Şamaxı). Er war aber aserisprachiger Herkunft, obwohl der Titel Sayyid arabische Wurzeln impliziert. Um 1401 wandte er sich in Täbris unter der Leitung des Fazlallāh Astarābādī dem Hurufismus zu, deren Lehren er aktiv und unter Einsatz seines Lebens verbreitete. Nach einer Fatwa des fanatischen Muftis von Aleppo wurde Nasīmī dort 1417/18 bei lebendigem Leibe gehäutet.

## Werk
Von Nasīmī sind zwei Dīwāne in persischer und türkischer Sprache erhalten. Außerdem werden ihm einige Verse auf Arabisch zugeschrieben. Der türkische Diwan enthält 250–300 Ghasele und etwa 150 Vierzeiler. Seine Gedichte waren, vor allem durch die Vermittlung wandernder Kalendar-Derwische, schon früh allgemein bekannt.
Eines der berühmten Ghasele, welches durch den Reichtum seiner Sprache bei den Turkvölkern hervorgehoben wird, ist das Ghasel Sighmazam (Aserbaidschanisch Sığmazam).
Ein kleiner Ausschnitt aus dem Ghasel Sighmazam;
Sığmazam
Məndə sığar iki cahan, mən bu cahâna sığmazam
Gövhər-i lâ-məkân mənəm, kövn-ü məkâna sığmazam.
"Unpassender"
Leicht umfang' ich beide Welten, diese Welt umfängt mich nicht.
Bin der Quell des Unbekannten, Sein und Dasein find ich nicht.
Die meisten seiner Ghasele und Gedichte werden in musikalischer Form gesungen.

## Gedenken
- Das Nasimi-Institut für Linguistik der Nationalen Akademie der Wissenschaften Aserbaidschans.[4]
- Die Nasimi-Siedlung in Baku, Aserbaidschan.[5]
- Seit dem Jahre 2008 eröffnete U-Bahn-Station in Baku.[6]
- Mehrere Straßen in Aghdschabedi, Khudat oder Baku sind nach ihm benannt.
- Die Dörfer Nasimi in den Verwaltungseinheiten Sabirabad und Bilasuvar sowie in Saatli, in Aserbaidschan.
- Das Trockenfrachtschiff Nasimi der Azerbaijan Caspian Shipping Company[7]
- Im Jahre 1973 drehte der aserbaidschanische Regisseur Hasan Seyidbeyli zu Ehren des 600. Jahrestages von Nasīmī einen gleichnamigen Film. Die Hauptrolle spielte Rasim Balayev.
- 1973 schrieb der aserbaidschanische Komponist Fikrət Əmirov anlässlich des 600. Jahrestages des Dichters Nasīmī das Ballett „Die Legende von Nasimi“.[8]
- Im Jahre 1980 wurde ein Denkmal zu Ehren Nasimis in Baku aus Bronze/Granit errichtet. Die Bildhauer waren Tokay Mammadov und Ibrahim Zeynalov.
- Vom 27. bis 30. September 2018 fand in Aserbaidschan das "Festival für Poesie, Kunst, Spiritualität – Nasimi"[9] statt, dessen Eröffnung in Şamaxı stattfand. Im November weihte das Staatliches Moskauer Institut für Internationale Beziehungen (MGIMO) eine Büste von Nasimi ein, deren Eröffnungsfeier im Rahmen des gleichnamigen Festivals vom 19. bis 20. November in Moskau stattfand.[10]
- Angesichts des 650. Jahrestags des Dichters, wurde das Jahr 2019 in Aserbaidschan zum "Jahr von Nasimi" erklärt.[11]
- Im Jahr 2019 wurde der Kleinplanet "1995 UN2" im Asteroidengürtel von Minor Planet Center unter dem Namen des Dichters als "(32939) Nasimi = 1995 UN2" bezeichnet.[12]

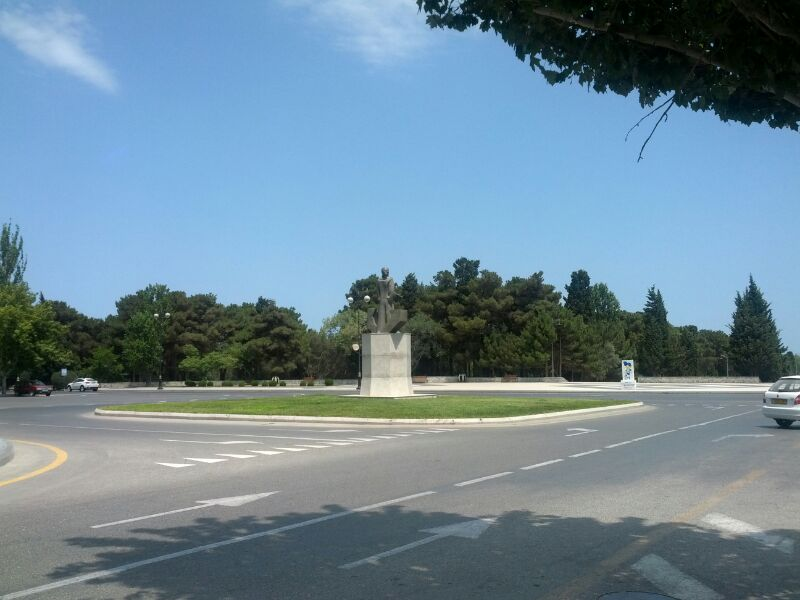
Der Nasimi-Park in Sumgait
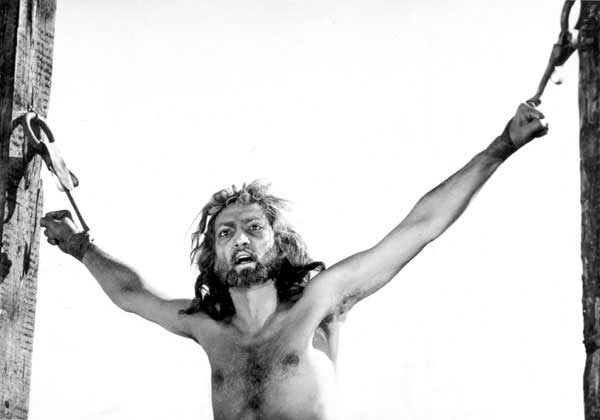
Kleiner Ausschnitt aus dem Film "Nasimi" (1973)
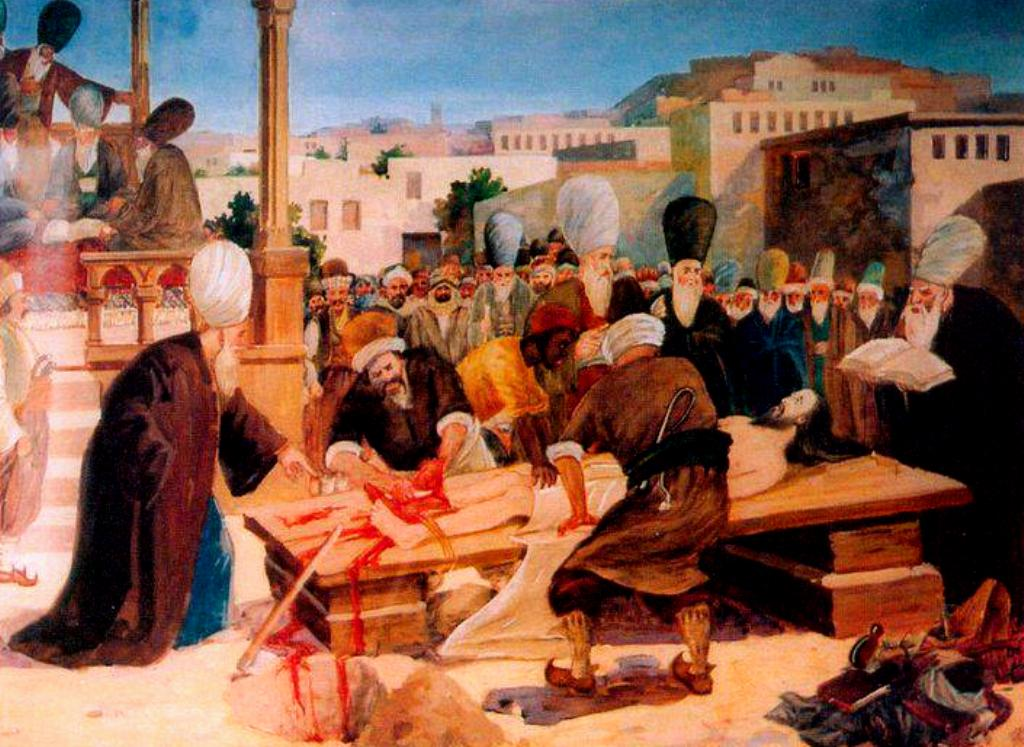
Die Hinrichtung des Dichters Nasīmī (1930er Jahre)